# 스테퍼니 포트리
스테퍼니 포트리(Stephanie Poetri, 2000년 5월 20일 ~ )는 인도네시아의 싱어송라이터, 음악 프로듀서이다.

## 음반 목록
- AM:PM (2021)